# Asgat, Dzavchan
Asgat (mongoliska: Асгат Сум, Асгат, Asgat Sum) är ett distrikt i Mongoliet.   Det ligger i provinsen Dzavchan, i den nordvästra delen av landet, 800 km väster om huvudstaden Ulaanbaatar.